# کوکوبون-جی

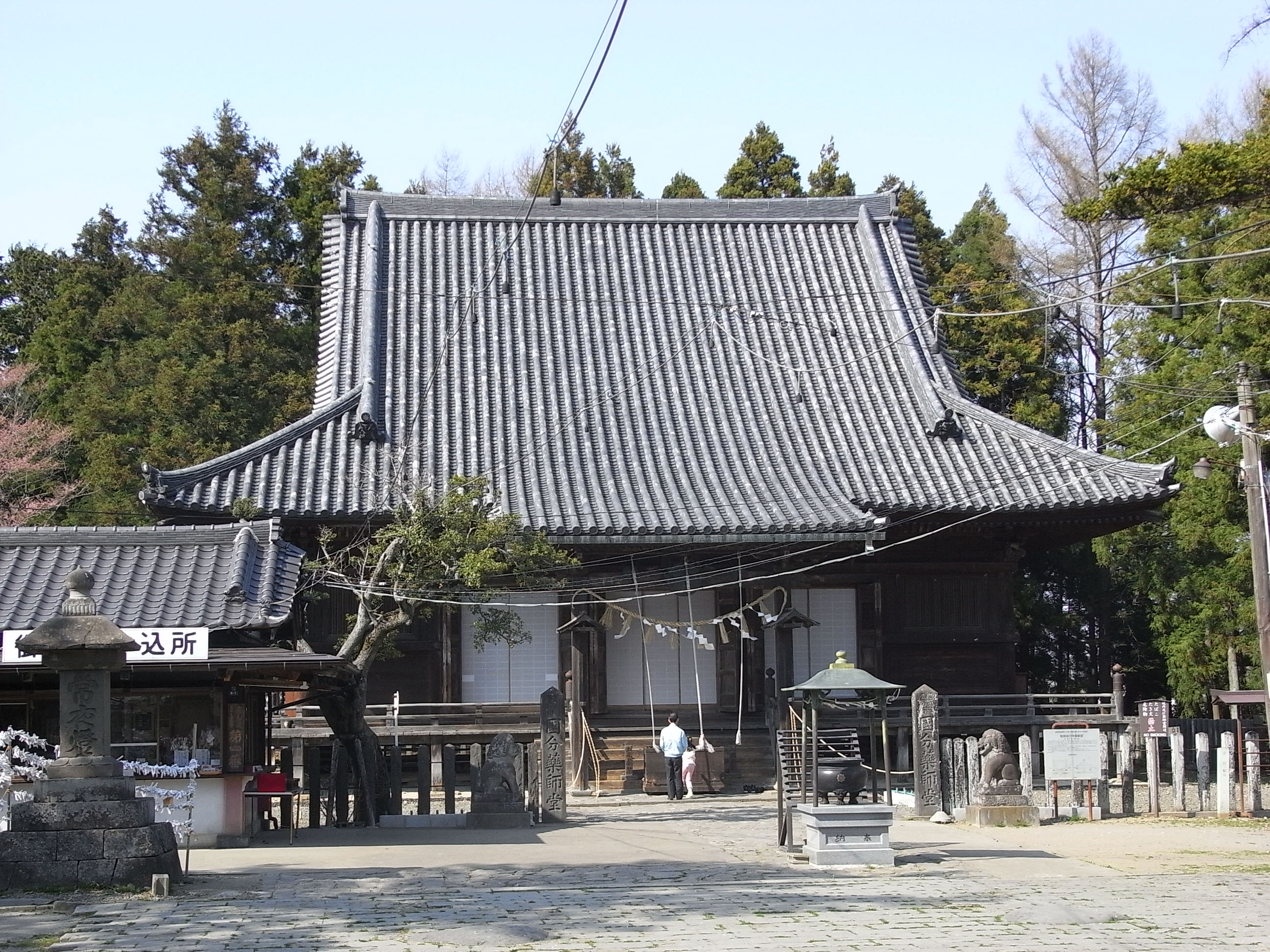

کوکوبون-جی (به ژاپنی: 国分寺) به معنی معبد استانی، معابد بودایی در ژاپن در هر یک از ولایت‌های ژاپن بودند که توسط امپراتور شومو در طول دوره نارا تأسیس شدند (۷۱۰ – ۷۹۴).